# Elisabethinsel
Die Elisabethinsel (slowak. Alžbetínsky ostrov; ungar. Erzsébet-sziget) ist eine kleine Donauinsel vor Komárno. 

## Lage
Die Insel liegt auf der slowakischen Seite der Donau, die hier die Staatsgrenze zu Ungarn bildet, in west-östlicher Richtung.
Am flussaufwärtigen Ende der Insel ist sie durch Schwemmsand mit dem festen Ufer verbunden und beginnt knapp oberhalb der Mündung der kleinen Donau in den Hauptstrom.
Die Insel ist ca. 2,5 km lang und mittig ca. 550 m breit. Die Verbindung zum Festland beträgt nur etwa 100 m.
Außer der Verbindung am westlichen Ende, besteht am östlichen Ende der Insel eine Straßenbrücke, die Elisabethbrücke, die von Komárno nach Komárom auf die ungarische Seit der Donau führt. Bis zur Schengenerweiterung bestand auf der Insel der Grenzübergang. Es führt die Straße 64 von Nitra bis zur Grenze, die in der Straße 13 in Ungarn ihre Fortsetzung findet.

## Name der Insel
Sie ist nach Elisabeth von Österreich-Ungarn benannt, die auf ihrer ersten (Schiffs-)Reise auf dieser Insel erstmals ungarische Erde betrat. Vorher trug sie den Namen Várkormányzói-sziget ('Burgbefehlshaber-Insel'), Komáromi sziget ('Komorner Insel'), während sie zu Zeiten des Sozialismus „Rote-Flottillen-Insel“ (slowak. ostrov Červenej flotily, ung. Vörös flottila-sziget) genannt wurde.

## Geschichte
Bereits seit dem Mittelalter nutzten die Bürger der Stadt Komorn die Insel zum Anbau von Obst. Im 16. Jahrhundert bestand sie noch aus zwei Inseln (Große und Kleine Insel), die durch ein Rinnsal getrennt wurden. Nach 1526 geriet sie in die Hände von österreichischen Burgkapitänen, die sie als Burgeigentum ansahen und für die Benutzung der Gärten eine Gebühr verlangten. In der Zeit des osmanischen Besatzung Ungarns wurden die Gärten mehrfach zerstört. 1623 nahm der Burgkapitän Johann Dietrich Reiffenberg die Insel vollständig in Besitz und nutzte sie als Weidefeld für die Pferde der Wachtposten. Mit der Wiederherstellung der Rechte der Stadt Komorn gelangte sie wieder in den Besitz der Stadt. Nach einiger Zeit als Weidefläche wurde die Insel wieder für Obstgärten genutzt. 
Die Elisabethbrücke, die zum südlichen, ungarischen Stadtteil Komároms führt, wurde 1892 am östlichen Ende der Insel gebaut, allerdings bestand keine Verbindung von der Elisabethinsel zur Stadt. Sie ist seit 1986 dank einer aufziehbaren Brücke mit dem Südteil der Stadt verbunden.